# Nupserha puncticollis
Nupserha puncticollis är en skalbaggsart som beskrevs av Stefan von Breuning 1960. Nupserha puncticollis ingår i släktet Nupserha och familjen långhorningar. Inga underarter finns listade i Catalogue of Life.